# NGC 6285
NGC 6285은 용자리 방향으로 2억 6,200만 광년 떨어진 나선 상호작용은하이다. 이 2중 은하 (NGC 6286 포함)는 1886년, 미국의 천문학자 루이스 A. 스위퍼트에 의해 발견됐다.

## Arp 293 2중 은하
NGC 6285는 나선 은하 NGC 6286과 함께 Arp 293 2중 은하를 이룬다. 이 2중 은하는 서로 상호작용 관계로, 서로를 중력으로 끌어 당기고 있다.

## 같이 보기
- NGC 6000 ~ 6999 목록
- 신판일반목록 천체 목록